# Teratodes brachypterus
Teratodes brachypterus är en insektsart som beskrevs av George Clifford Carl 1916. Teratodes brachypterus ingår i släktet Teratodes och familjen gräshoppor. Inga underarter finns listade i Catalogue of Life.